# الأم (فلم 1945)
الأم هو فيلمٌ مصريٌ أُنتج عام 1945.

## قصة الفيلم
أسرة مكونة من أبٍ، وأمٍ، وثلاثة أبناء تعاني من مشاكل ماديةٍ. يلجأ الأب إلى الكسب الحرام للإنفاق على أسرته. وعندما يُلقى القبض عليه، يتحمل الابن الأكبر التهمة عنه ويُسجن. يموت الأب، ويتزوج الابنان الآخران، فيما تنتظر الأم خروج ابنها من السجن.

## وصلات خارجية
- مقالات تستعمل روابط فنية بلا صلة مع ويكي بيانات
- الأم على موقع الدهليز
- الأم على موقع كاروهات